# Johan Binnema
Jan Binne (Johan) Binnema (Oudeschoot, 28 december 1970 – Leeuwarden, 17 juli 2008) was een Nederlandse filosoof en germanist.

## Levensloop
Binnema studeerde van 1989 tot 1995 filosofie aan de Rijksuniversiteit Groningen, onder meer bij Hans Heinz Holz en Jos Lensink. Tijdens de studie specialiseerde hij zich met name in de moderne dialectische filosofie. Daarna ging hij zich toeleggen op de germanistiek, in het bijzonder op de geschiedenis van de Duitse, Zweedse en Friese literatuur. 
Na enige jaren in Groningen als docent filosofie te hebben gewerkt verhuisde hij in 2002 naar Duitsland, alwaar hij tot 2005 aan de universiteit van Frankfurt (Oder) werkzaam is geweest. In deze tijd deed hij onder meer onderzoek naar de lokale geschiedenis van het nationaalsocialisme. Sinds begin 2007 woonde en werkte hij in Heerenveen als leraar Latijn, Grieks en filosofie.
Als filosoof kan Binnema onder het Duits idealisme worden gerangschikt. In 2006 maakte hij in deze hoedanigheid zijn publicitaire debuut met een lezing voor de Berlijnse radio, getiteld Wie heimisch sind Sie im Land der Dichter und Denker? (vertaald: 'Hoezeer voelt u zich thuis in het land van de dichters en de denkers?'). In deze lezing wordt uiteengezet hoe het Duitse volk nog steeds getraumatiseerd is door de tijd van het nationaalsocialisme en daardoor de binding met haar eigen cultureel erfgoed heeft verloren. Alleen de goede geest van de dichters en de denkers, zo luidt de conclusie, is evenwel bij machte, de boze geest van de nazitijd voorgoed uit Duitsland te verdrijven.
Naast zijn filosofische activiteiten en leraarschap, was Binnema ook werkzaam als computerprogrammeur en wadloopgids.